# Polisportiva Comunale Almennese Atalanta Femminile 2006-2007
Questa voce raccoglie le informazioni riguardanti la Polisportiva Comunale Almennese Atalanta Femminile nelle competizioni ufficiali della stagione 2006-2007.

## Divise e sponsor
La tenuta di gioco riprendeva quella utilizzata dall'Atalanta maschile, con quella interna classica con maglia a strisce nerazzurre con colletto a V nero, abbinata a calzoncini e calzettoni neri e quella esterna completamente bianca, mentre il fornitore delle tenute era Erreà.
| 1ª divisa |  | 2ª divisa |

## Organigramma societario
Tratto dal sito Football.it.
Area amministrativa
- Presidente: Michele Maraglino
- Segretario Generale: Giacomo Mangili

Area tecnica
- Allenatore: Michele Zonca
- Allenatore in seconda: Andrea Tacchini

## Rosa
Rosa e ruoli tratti dal sito Football.it.
| N. |                   | Ruolo | Calciatrice         |
| -- | ----------------- | ----- | ------------------- |
|    | Italia (bandiera) | P     | Carlotta Filippi    |
|    | Italia (bandiera) | P     | Alessia Gritti      |
|    | Italia (bandiera) | D     | Marta Brasi         |
|    | Italia (bandiera) | D     | Barbara Bruscaini   |
|    | Italia (bandiera) | D     | Sofia Cattaneo      |
|    | Italia (bandiera) | D     | Silvia Foresti      |
|    | Italia (bandiera) | D     | Federica Gambirasio |
|    | Italia (bandiera) | D     | Chiara Nespoli      |
|    | Italia (bandiera) | D     | Marianna Rota       |
|    | Italia (bandiera) | D     | Michela Teli        |

| N. |                   | Ruolo | Calciatrice        |
| -- | ----------------- | ----- | ------------------ |
|    | Italia (bandiera) | D     | Stefania Zanoletti |
|    | Italia (bandiera) | D     | Elisa Zizioli      |
|    | Italia (bandiera) | C     | Alessandra Caio    |
|    | Italia (bandiera) | C     | Pamela Franchina   |
|    | Italia (bandiera) | C     | Marcella Gozzi     |
|    | Italia (bandiera) | C     | Jessica Panza      |
|    | Italia (bandiera) | C     | Andrea Scarpellini |
|    | Italia (bandiera) | C     | Giulia Spini       |
|    | Italia (bandiera) | A     | Cristina Bonometti |
|    | Italia (bandiera) | A     | Manuela Mangili    |

## Calciomercato

### Sessione estiva
| Acquisti | Acquisti          | Acquisti  | Acquisti   |
| R.       | Nome              | da        | Modalità   |
| -------- | ----------------- | --------- | ---------- |
| D        | Barbara Bruscaini | ACF Milan | definitivo |
| C        | Pamela Franchina  | Mozzanica | definitivo |

| Cessioni | Cessioni         | Cessioni         | Cessioni |
| R.       | Nome             | a                | Modalità |
| -------- | ---------------- | ---------------- | -------- |
| A        | Penelope Riboldi | Bardolino Verona | prestito |

### Sessione invernale
| Acquisti | Acquisti       | Acquisti        | Acquisti   |
| R.       | Nome           | da              | Modalità   |
| -------- | -------------- | --------------- | ---------- |
| C        | Marcella Gozzi | Porto Mantovano | definitivo |

|  |

## Risultati

### Serie A

#### Girone di andata
| Arbitro: | Emiliano Franco (Milano) |

|                              |           |                        |
| Gabbiadini 2’, 48’ Panico 7’ | Marcatori | 82’ (rig.) Scarpellini |

| Arbitro: | Leonardo Bellotti (Verona) |

|  |           |          |
|  | Marcatori | 14’ Lisi |

| Arbitro: | Uccol (???) |

|           |           |                                      |
| Turra 77’ | Marcatori | 66’ Bonometti 87’ (rig.) Scarpellini |

| Arbitro: | Andrea Riccardi (Novara) |

|                                  |           |              |
| Mangili 53’, 57’ Scarpellini 85’ | Marcatori | 76’ D'Ancona |

| Sassari 18 novembre 2006 5ª giornata | Eurospin Torres         | 0 – 0 referto | Atalanta | Stadio Vanni Sanna\| Arbitro: \| Matteo Nurchi (Alghero) \| |
| Arbitro:                             | Matteo Nurchi (Alghero) |               |          |                                                             |

| Arbitro: | Francesco Benedetto (Messina) |

|              |           |             |
| Bonometti 6’ | Marcatori | 8’ Paliotti |

| Arbitro: | Leonardo Bellotti (Verona) |

|                        |           |                                                                       |
| Placchi 8’, 80’ (rig.) | Marcatori | 30’ Zizioli 43’ Bonometti 47’ (rig.) Scarpellini 66’ Mangili 82’ Caio |

| Arbitro: | Alessandro Silvestri (Milano) |

|             |           |  |
| Zizioli 38’ | Marcatori |  |

| Arbitro: | Alessio Tassan (Pordenone) |

|           |           |                           |
| Mauro 35’ | Marcatori | 45’ Zizioli 70’ Bonometti |

| Almenno San Salvatore 13 gennaio 2007 10ª giornata | Atalanta                 | 0 – 0 referto | Firenze | Centro sp. com. pol. F.lli Pedretti\| Arbitro: \| Andrea Riccardi (Novara) \| |
| Arbitro:                                           | Andrea Riccardi (Novara) |               |         |                                                                               |

| Arbitro: | Antonio Azzinnaro (Genova) |

|                 |           |  |
| Pasqui 20’, 58’ | Marcatori |  |

#### Girone di ritorno
| Arbitro: | Emanuele Cocchiara (Piacenza) |

|             |           |                                           |
| Mangili 45’ | Marcatori | 15’ Barbierato 35’ Gabbiadini 90’ Tuttino |

| Arbitro: | Lorenzo Ciardelli (Carrara) |

|           |           |                            |
| Costi 63’ | Marcatori | 9’ Scarpellini 73’ Mangili |

| Arbitro: | Flavio Ricciardella (Verona) |

|                      |           |               |
| Mangili 73’ Caio 86’ | Marcatori | 38’, 78’ Cama |

| Arbitro: | Riccardo Fogliano (Perugia) |

|                        |           |  |
| Ciardelli 22’ Pini 30’ | Marcatori |  |

| Arbitro: | Marco Dal Borgo (Verona) |

|                           |           |                                        |
| Mangili 15’ Bonometti 20’ | Marcatori | 10’, 41’ (rig.), 72’ Conti 59’ Marchio |

| Monza 24 marzo 2007 17ª giornata | Fiammamonza                  | 0 – 0 referto | Atalanta | Stadio Gino Alfonso Sada\| Arbitro: \| Flavio Ricciardella (Verona) \| |
| Arbitro:                         | Flavio Ricciardella (Verona) |               |          |                                                                        |

| Arbitro: | Andrea Riccardi (Novara) |

|           |           |                      |
| Gozzi 46’ | Marcatori | 3’ Zocca 89’ Bissoli |

| Arbitro: | Gabriele Trasarti (Teramo) |

|                                               |           |               |
| Vicchiarello 25’ (rig.), 48’ Tagliabracci 64’ | Marcatori | 75’ Bonometti |

| Arbitro: | Emanuele Cocchiara (Piacenza) |

|  |           |                          |
|  | Marcatori | 38’ Tommasella 48’ Mauro |

| Arbitro: | Riccardo Davì (Bologna) |

|             |           |  |
| Orlandi 62’ | Marcatori |  |

| Arbitro: | Simone Grega (Legnano) |

|                                |           |           |
| Mangili 44’, 87’ Bonometti 70’ | Marcatori | 5’ Pasqui |

### Coppa Italia

#### Primo turno
Primo turno Serie A e Serie A2, Girone 2
| Tradate 10 settembre 2006 1º turno | Tradate Abbiate | 1 – 2 | Atalanta | Campo sp. C. M. Uslenghi |

| Almenno San Salvatore 16 settembre 2006 2º turno | Atalanta | 2 – 1 | Como 2000 | Centro sp. com. pol. F.lli Pedretti |

| Arbitro: | Morra (Torino) |

|                              |           |  |
| Donghi 26’, 50’ Stracchi 86’ | Marcatori |  |

| Almenno San Salvatore 28 ottobre 2006 4º turno | Atalanta | 2 – 0 | Aurora Bergamo | Centro sp. com. pol. F.lli Pedretti |

## Statistiche

### Statistiche di squadra
| Competizione | Punti | In casa | In casa | In casa | In casa | In casa | In casa | In trasferta | In trasferta | In trasferta | In trasferta | In trasferta | In trasferta | Totale | Totale | Totale | Totale | Totale | Totale | DR |
| Competizione | Punti | G       | V       | N       | P       | Gf      | Gs      | G            | V            | N            | P            | Gf           | Gs           | G      | V      | N      | P      | Gf     | Gs     | DR |
| ------------ | ----- | ------- | ------- | ------- | ------- | ------- | ------- | ------------ | ------------ | ------------ | ------------ | ------------ | ------------ | ------ | ------ | ------ | ------ | ------ | ------ | -- |
| Serie A      | 26    | 11      | 3       | 3       | 5       | 14      | 17      | 11           | 4            | 2            | 5            | 13           | 16           | 22     | 7      | 5      | 10     | 27     | 33     | -6 |
| Coppa Italia | -     | 2       | 2       | 0       | 0       | 4       | 1       | 2            | 1            | 0            | 1            | 2            | 4            | 4      | 3      | 0      | 1      | 7      | 5      | +2 |
| Totale       | -     | 13      | 5       | 3       | 5       | 18      | 18      | 13           | 5            | 2            | 6            | 15           | 20           | 26     | 10     | 5      | 11     | 34     | 38     | -4 |

### Statistiche delle giocatori
| Giocatore      | Serie A  | Serie A | Serie A     | Serie A    | Coppa Italia | Coppa Italia | Coppa Italia | Coppa Italia | Totale   | Totale | Totale      | Totale     |
| Giocatore      | Presenze | Reti    | Ammonizioni | Espulsioni | Presenze     | Reti         | Ammonizioni  | Espulsioni   | Presenze | Reti   | Ammonizioni | Espulsioni |
| -------------- | -------- | ------- | ----------- | ---------- | ------------ | ------------ | ------------ | ------------ | -------- | ------ | ----------- | ---------- |
| C. Bonometti   | 20       | 7       | 0           | 0          | ?            | ?            | ?            | ?            | 20+      | 7+     | 0+          | 0+         |
| M. Brasi       | 10       | 0       | 0           | 0          | ?            | ?            | ?            | ?            | 10+      | 0+     | 0+          | 0+         |
| B. Bruscaini   | 22       | 0       | 1           | 0          | ?            | ?            | ?            | ?            | 22+      | 0+     | 1+          | 0+         |
| A. Caio        | 19       | 2       | 0           | 0          | ?            | ?            | ?            | ?            | 19+      | 2+     | 0+          | 0+         |
| S. Cattaneo    | 4        | 0       | 0           | 0          | ?            | ?            | ?            | ?            | 4+       | 0+     | 0+          | 0+         |
| C. Filippi     | 4        | -6      | 0           | 0          | ?            | ?            | ?            | ?            | 4+       | -6+    | 0+          | 0+         |
| S. Foresti     | 17       | 0       | 1           | 0          | ?            | ?            | ?            | ?            | 17+      | 0+     | 1+          | 0+         |
| P. Franchina   | 19       | 0       | 2           | 0          | ?            | ?            | ?            | ?            | 19+      | 0+     | 2+          | 0+         |
| F. Gambirasio  | 7        | 0       | 1           | 0          | ?            | ?            | ?            | ?            | 7+       | 0+     | 1+          | 0+         |
| M. Gozzi       | 13       | 1       | 0           | 0          | ?            | ?            | ?            | ?            | 13+      | 1+     | 0+          | 0+         |
| A. Gritti      | 20       | -27     | 0           | 0          | ?            | ?            | ?            | ?            | 20+      | -27+   | 0+          | 0+         |
| M. Mangili     | 20       | 9       | 1           | 0          | ?            | ?            | ?            | ?            | 20+      | 9+     | 1+          | 0+         |
| C. Nespoli     | 9        | 0       | 2           | 0          | ?            | ?            | ?            | ?            | 9+       | 0+     | 2+          | 0+         |
| J. Panza       | 10       | 0       | 0           | 0          | ?            | ?            | ?            | ?            | 10+      | 0+     | 0+          | 0+         |
| M. Rota        | 17       | 0       | 3           | 1          | ?            | ?            | ?            | ?            | 17+      | 0+     | 3+          | 1+         |
| A. Scarpellini | 21       | 5       | 1           | 0          | ?            | ?            | ?            | ?            | 21+      | 5+     | 1+          | 0+         |
| G. Spini       | 21       | 0       | 3           | 0          | ?            | ?            | ?            | ?            | 21+      | 0+     | 3+          | 0+         |
| M. Teli        | 1        | 0       | 0           | 0          | ?            | ?            | ?            | ?            | 1+       | 0+     | 0+          | 0+         |
| S. Zanoletti   | 20       | 0       | 3           | 0          | ?            | ?            | ?            | ?            | 20+      | 0+     | 3+          | 0+         |
| E. Zizioli     | 20       | 3       | 5           | 1          | ?            | ?            | ?            | ?            | 20+      | 3+     | 5+          | 1+         |